# Potentiel financier
Le potentiel financier est en France un indicateur de la richesse potentielle d'une collectivité locale. Il est construit à partir du potentiel fiscal.

## Définition légale du potentiel financier et du potentiel fiscal
Selon l'article L. 2334-4 du code général des collectivités territoriales (CGCT), le potentiel financier d'une commune « est égal à son potentiel fiscal, majoré du montant de la dotation forfaitaire perçu par la commune l'année précédente, hors la part prévue au sixième alinéa (3°) de l'article L. 2334-7. Il est minoré le cas échéant des prélèvements sur le produit des impôts directs locaux mentionnés au dernier alinéa de l'article L. 2334-7
subis l'année précédente. Pour la commune de Paris, il est minoré du montant de sa
participation obligatoire aux dépenses d'aide et de santé du département constaté dans le
dernier compte administratif. »
Le potentiel fiscal est défini au même article : « Le potentiel fiscal d'une commune est déterminé par application aux bases communales des quatre taxes directes locales du taux moyen national d'imposition à chacune de ces taxes. Il est majoré du montant perçu l'année précédente au titre de la part de la dotation forfaitaire prévue au sixième alinéa (3°) de l'article L. 2334-7, hors montant correspondant à la compensation prévue au 2° bis du II de l'article 1648 B du code général des impôts dans sa rédaction antérieure à la loi de finances pour 2004 (no 2003-1311 du 30 décembre 2003), ou des montants ventilés en application du treizième alinéa du présent article. »

## Interprétation du potentiel financier
Le potentiel financier est donc égal à :
(Taux moyen d'imposition de la strate * bases de la collectivité) + dotation forfaitaire de la dotation globale de fonctionnement.
Le potentiel financier représente donc la masse de recettes que la commune serait en mesure de mobiliser si elle appliquait des décisions « moyennes » en matière de fiscalité. Plus le potentiel est élevé, plus une commune peut être considérée comme riche.
Il est notifié tous les ans aux collectivités locales par la Direction générale des collectivités locales.